# Paraphyllomimus
Paraphyllomimus is een geslacht van rechtvleugeligen uit de familie sabelsprinkhanen (Tettigoniidae). De wetenschappelijke naam van dit geslacht is voor het eerst geldig gepubliceerd in 1954 door Beier.

## Soorten
Het geslacht Paraphyllomimus omvat de volgende soorten:
- Paraphyllomimus apterus Beier, 1954
- Paraphyllomimus buergersi Beier, 1954
- Paraphyllomimus pusillus Beier, 1954